# Montenegro Stars
Il Montenegro Stars è stato una squadra montenegrina di calcio a 5 con sede a Budua, sponsorizzato dall'omonima catena alberghiera.

## Storia
Nella stagione 2008-09 ha vinto il campionato montenegrino di calcio a 5, ottenendo così la qualificazione alla Coppa UEFA 2009-10.

## Organico 2009-10
| N. |                       | Ruolo | Calciatore           |
| -- | --------------------- | ----- | -------------------- |
| 1  | Montenegro (bandiera) | G     | Dragoljub Despotović |
| 2  | Montenegro (bandiera) | G     | Milovan Drašković    |
| 3  | Montenegro (bandiera) | G     | Vladimir Vukčević    |
| 4  | Montenegro (bandiera) | G     | Zoran Barović        |
| 5  | Montenegro (bandiera) | G     | Vladimir Todorović   |
| 6  | Montenegro (bandiera) | G     | Milko Pušonja        |
| 7  | Montenegro (bandiera) | G     | Bojan Bajović        |
| 8  | Montenegro (bandiera) | G     | Milan Radulović      |
| 9  | Montenegro (bandiera) | G     | Saša Gojković        |
| 10 | Montenegro (bandiera) | G     | Aleksandar Božović   |
| 11 | Montenegro (bandiera) | G     | Vladimir Slović      |
| 12 | Montenegro (bandiera) | G     | Nikolai Lobov        |

## Palmarès
- Campionato montenegrino: 1
2008-09